# Izaak Grünbaum

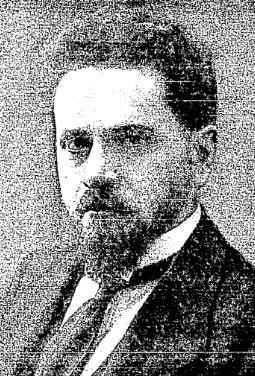
Izaak Grünbaum w czasach II Rzeczypospolitej

Izaak Grünbaum (Yitzhak/Icchak Gruenbaum), ps. literacki Coir (ur. 24 listopada 1879 w Warszawie, zm. 7 września 1970 w Gan Szemu’el) – żydowski działacz syjonistyczny w II Rzeczypospolitej, poseł na Sejm Ustawodawczy i Sejm I, II i III kadencji II RP, jeden z sygnatariuszy deklaracji niepodległości Izraela.

## Życiorys
Był absolwentem szkoły żydowskiej w Płońsku, później uczęszczał do gimnazjum w gubernialnym Płocku. Studiował prawo i medycynę na Cesarskim Uniwersytecie Warszawskim. W czasie studiów zaangażował się w ruch syjonistyczny, stworzył i szefował organizacji „Kadima” (hebr. Naprzód!). Przed I wojną światową praktykował jako adwokat, jednak w 1911 został skreślony z listy adwokatów.
W 1905 był uczestnikiem Kongresu Syjonistycznego w Bazylei. W latach 1909–1911 mieszkał w Wilnie, gdzie szefował Centralnemu Komitetowi Syjonistycznemu. W 1911 został aresztowany i poddany procesowi sądowemu wraz z innymi działaczami syjonistycznymi w Rosji. Za swoją działalność pięciokrotnie więziony.
Oprócz polityki i adwokatury zajmował się również dziennikarstwem: był redaktorem „Tygodnika Żydowskiego” (pisma syjonistycznego wydawanego w języku polskim w latach 1906–1907), na początku lat 20. został szefem gazety „Hajnt”.
W 1919 był współzałożycielem i  członkiem prezydium Tymczasowej Żydowskiej Rady Narodowej. Grünbaum pełnił także wysokie funkcje w organizacjach syjonistycznych, był m.in. Członkiem Centralnego Komitetu Organizacji Syjonistycznej w Polsce oraz członkiem Wydziału Wykonawczego Światowej Organizacji Syjonistycznej.
W Polsce posłował od 1919, początkowo na Sejm Ustawodawczy a potem na Sejm I, II i III kadencji (do 1932). W 1919 wybrano go do specjalnej komisji badającej antysemickie zajścia w Pińsku na Polesiu. W 1922 był jednym z inicjatorów powołania Bloku Mniejszości Narodowych, który odniósł sukces w pierwszych ogólnopolskich wyborach (35 mandatów dla mniejszości żydowskiej w sejmie).
Na jego wniosek Klub Żydowski odrzucił wynegocjowany w 1925 roku ze stroną rządową układ zwany ugodą polsko-żydowską. Wg Stanisława Grabskiego był fanatykiem o poglądach antypolskich.
W 1932 wyjechał na stałe do Palestyny. W czasie Holocaustu służył w „Komitecie Czwórki” wybranym po wybuchu II wojny światowej, aby utrzymać kontakt z polskimi Żydami i pomóc w ich ratowaniu. W 1942 r., gdy do Yishuv dotarła wiadomość o masowej eksterminacji Żydów przez niemieckie siły okupacyjne, która miała miejsce w Europie Wschodniej, Grünbaum został wybrany przewodniczącym 12-osobowego Komitetu Ratunkowego, w skład którego wchodzili przedstawiciele różnych partii. Ze względu na panujące w tym czasie okoliczności ich wysiłki ratownicze nie przyniosły znaczących rezultatów. 14 maja 1948 znalazł się wśród sygnatariuszy deklaracji o powołaniu państwa Izrael. W latach 1948–1949 stał na czele MSW w Rządzie Tymczasowym Izraela, zaś w latach 1949–1950 był skarbnikiem Agencji Żydowskiej. W wyborach do Knesetu 1949 wystawił własną listę, ale nie zdobyła ona żadnego mandatu. W konsekwencji Grünbaum wycofał się z życia publicznego. W 1960 osiadł na stałe w kibucu Gan Szemu’el, gdzie pozostał do końca życia.
Wydał kilka książek, m.in. Polityka żydowska w Polsce w ostatnich dziesięcioleciach (Warszawa 1930), Fun majn dor (w jidysz: „O moim pokoleniu”, Tel Awiw 1959; wersja hebrajska nosi tytuł „Pnej ha-dor”). Był redaktorem Encyclopedia of the Diaspora.

## Rodzina
Miał syna Eliezera (ur. 1909), oskarżanego przez władze francuskie o kolaborację z Niemcami w obozie Auschwitz. Eliezer zginął w 1948 w walkach z Arabami pod Jerozolimą.